# Саксбі Чемблісс
Кларенс Саксбі Чемблісс (англ. Clarence Saxby Chambliss; нар. 10 листопада 1943, Воррентон, Північна Кароліна) — американський політик з Республіканської партії США. Сенатор США від штату Джорджія з 2003 року, він був членом Палати представників Конгресу США з 1995 по 2003 роки.
Він навчався у школі Шрівпорта, штат Луїзіана. У 1966 році отримав ступінь бакалавра в Університеті Джорджії, а у 1968 — доктора права в Університеті Теннессі.
Належить до Англіканської церкви. Чемблісс і його дружина Джуліанна мають двох дітей.